# De Danske Skytteforeninger
De Danske Skytteforeninger (DDS) var Danmarks ældste idræts- og fritidsorganisation. Pr 1. januar 2013 blev DDS fusioneret med DGI. Efter fusionen blev DDS delt i to. DGI Skydning, der varetager aktiviteten skydning, skytteforeningernes våbenregistrering (SKV) og våbenpolitiske samt organisatoriske emner. Skydebaneforeningen Danmark er den anden del efter fusionen. Skydebaneforeningen Danmark varetager rådgivning og økonomisk støtte til foreninger, Skyttebutikken og Vingsted Skydebaner.
Skyttebevægelsen i Danmark tog sin begyndelse den 19. januar 1861 med kaptajn H. P.V. Mønsters indlæg i avisen Fædrelandet. Her blev der agiteret for oprettelse af skytteforeninger efter engelsk forbillede. Artiklen blev vel modtaget, og allerede den 10. februar 1861 kunne der afholdes stiftende generalforsamling i København. På denne generalforsamling blev Centralkomitéen for Oprettelse af Skytteforeninger dannet og kom til at bestå af 15 prominente personer.
De Danske Skytteforeningers formål var »ved skydning som idræt og andet kulturelt virke at fremme det folkelige foreningsarbejde«.
DDS' hovedkvarter ligger i Vingsted mellem Vejle og Billund, hvor DDS har Nordeuropas største og mest omfattende skydebaneanlæg.
Organisatorisk var DDS bygget op med 15 landdelsforeninger, som tilsammen har cirka 870 skytteforeninger som medlemmer. Landdelsforeningerne følger flere steder de ældre amtskommunale grænser, og det er forklaringen på, at der er flere amtsforeninger end der i dag er amtskommuner.
DDS var indtil 1. januar 2013 associeret med Danske Gymnastik- og Idrætsforeninger, DGI. Associeringen betød blandt andet, at DGI også varetog DDS’ interesser i forhold til en række myndigheder. Fra 1. januar 2013 er DDS fusioneret med DGI.

## Ekstern kilde/henvisning
- De Danske Skytteforeninger Arkiveret 27. april 2006 hos  Wayback Machine

| Sport | Spire Denne artikel om sport er en spire som bør udbygges. Du er velkommen til at hjælpe Wikipedia ved at udvide den. |